# Mortagne-sur-Sèvre
Mortagne-sur-Sèvre é uma comuna francesa na região administrativa da Pays de la Loire, no departamento de Vendéia. Estende-se por uma área de 21,94 km². Em 2010 a comuna tinha 6 166 habitantes (densidade: 281 hab./km²).